# Wolfgang Ebner
Wolfgang Ebner (Augusta, 1612 – Vienna, 12 febbraio 1665) è stato un compositore, organista e maestro di cappella tedesco.

## Biografia
Nel 1634 era organista del Duomo di Vienna e a partire dal 1637 suonò questo stesso strumento anche nella Cappella imperiale, di cui nel 1663 divenne maestro. Aveva un fratello gemello Markus (1612–1681), che fu anch'egli attivo a Vienna e dal 1655 al 1680 fu organista della Cappella imperiale.
Tra le composizioni di Wolfgang Ebner sono note le Variazioni per cembalo (Aria augustissimi ac invictissimi Imperatoris Ferdinandi III: XXXVI modis variata, ac pro cimbalo accomodata, Prag, 1648), le Danze, la musica per il balletto e un mottetto.
Ebner è ritenuto con Johann Jakob Froberger il fondatore della scuola pianistica viennese.